# Alexandria Última
Alexandria Escate (en grec antic: λεξάνδρεια ἐσχάτη, o Ἀλεξανδρέσχατα, 'Alexandria la més llunyana'), en català també Alexandria de la Fi del Món o Alexandria Última, era una ciutat a l'extrem nord-est de l'imperi d'Alexandre el Gran, que va fundar l'any 328 aC en territori dels escites, segons diu Apià.
Era a la riba del Iaxartes (Sirdarià), també anomenat Tànais, a la vall de Ferganà, al lloc de la moderna Khujand al Tadjikistan. Tenia unes muralles de 60 estadis de circuit, segons Flavi Arrià. Els colons van ser mercenaris grecs, macedonis que ja havien acabat el seu període militar i bàrbars de les contrades properes, i tenien com a objectiu evitar les incursions dels bàrbars de l'est. Antíoc I Soter la va engrandir.
S'hi han trobat monedes del rei Eutidem (entre el 230 i el 200 aC). Després del 250 aC formà part del regne grec de Bactriana. Hi ha indicis que la ciutat comerciava amb Xina, i va enviar caravanes fins a Kaixgar, segons diu Estrabó. La ciutat fou ocupada pels Yueh Txi, després del 150 aC, però la cultura grega va subsistir a la zona fins a finals del segle i aC. Les cròniques xineses esmenten la ciutat com 北烏伊 (Bei Wuyi = Wuyi del Nord, segurament com a distinció per Wuyi del Sud, que era Alexandria d'Aracòsia).